# Samuel Lattès
Pour les articles homonymes, voir Lattès.
Samuel Lattès (1873-1918) est un philosophe et mathématicien français.

## Biographie
Lattès étudie de 1892 à 1895, à l'École normale supérieure de Paris. Ensuite, il est professeur à Alger, Dijon et Nice. Après son doctorat à Paris en 1906, il part d'abord à Montpellier, puis à partir de 1908 à Besançon, avant enfin de devenir en 1911 professeur à l'Université de Toulouse. Il est mort en 1918, de la fièvre typhoïde.
Aujourd'hui, Lattès est surtout connu pour ses travaux en dynamique holomorphe, en particulier pour des exemples de fonctions rationnelles dont l'ensemble de Julia est toute la sphère de Riemann. De nos jours, on les appelle les illustrations de Lattès ou les exemples de Lattès.
Ses exemples, avec les recherches de Pierre Fatou, Gaston Julia et Salvatore Pincherle, permettront de redécouvrir des travaux de Lucjan Böttcher, un des fondateurs de la dynamique holomorphe.